# Манжетка обыкновенная
Манжетка обыкнове́нная (лат. Alchemilla vulgaris) — многолетнее травянистое стелющееся растение, вид рода Манжетка (Alchemilla) семейства Розовые (Rosaceae).

## Название
Манжетка известна под многими народными названиями: грудная трава, недужная, грудница, лапа медвежья, борка, бухарка лесная, лесной хрен, рута, горлянка сердечная, баранник, богова слёзка, аксютина трава, гарник, горлянка, копитник, запольник, звёздочная трава, кальчужник, лапка гусиная, лягушник малый, лапышка, машко, мошки, межперстница, триперестница, поползуха, приворот, приворотень, родимая, росичка, росник обыкновенный, росница, росянка, заячья капуста, шапошник, свиные языки, лопай, лопах, лапа львова и львиная.

## Ботаническое описание
Стебель разветвлённый высотой 30-40 см, приподнимающийся или прямостоячий.
Нижние листья почковидные, почти до середины рассечённые на 7-9 лопастей. Стеблевые листья короткочерешковые или сидячие. Радиальное жилкование. Край листа волнистый. Листья пальчатополопастные или пальчато-рассечённые, округлые, опушённые, с 9-11 вогнутыми лопастями.
Цветки жёлто-зелёные, мелкие, собранные в большом количестве в ложные зонтики. Цветёт с июня по сентябрь.

## Распространение и экология
Манжетка распространена практически по всей Европе, в России — на большей части европейской территории и в Сибири, за исключением самых южных областей.
Растёт по лесам, лугам, лесным опушкам, по краям дорог, на пашнях, в разреженных сосновых и смешанных лесах.

## Химический состав
Химический состав манжетки обыкновенной изучен недостаточно. Известно, что в надземной части находятся дубильные вещества (7,2—11,3 %), катехины. В зелёной части растения дубильных веществ от 7,5 до 9,4 %, здесь же присутствуют флавоноиды, фенолкарбоновые кислоты и их производные (лутеоновая, эллаговая), лигнин, липиды, кумарины. В листьях дубильных веществ значительно меньше — до 2,5 %. В различных частях растения содержатся также железо, бор, марганец, медь, цинк, молибден, никель.
| Фаза     | Воды (в %) | От абсолютного сухого вещества в % | От абсолютного сухого вещества в % | От абсолютного сухого вещества в % | От абсолютного сухого вещества в % | От абсолютного сухого вещества в % | Источник и район  |
| Фаза     | Воды (в %) | золы                               | протеина                           | жира                               | клетчатки                          | БЭВ                                | Источник и район  |
| -------- | ---------- | ---------------------------------- | ---------------------------------- | ---------------------------------- | ---------------------------------- | ---------------------------------- | ----------------- |
| —        | 8,1        | 9,2                                | 20,2                               | —                                  | 16,6                               | —                                  | Советкина, 1938   |
| Цветение | 10,2       | 9,2                                | 16,4                               | 7,1                                | 13,3                               | 54,9                               | Советкина, 1938   |
| —        | —          | 8,2                                | 12,1                               | 3,0                                | 23,0                               | 53,7                               | Попов и др., 1944 |

В фазе цветения листья содержат 170—180 мг % аскорбиновой кислоты.

## Хозяйственное значение и использование
Растение высокой питательной ценности. Переносит заморозки и вытаптывание. Выпас способствует разрастанию на пастбище. Поедается алтайскими мараломи (Cervus elaphus sibiricus Severtzov), крупным рогатым скотом, овцами, козами и лошадьми. Хорошо поедается северным оленем (Rangifer tarandus). Луга с преобладанием манжетки обыкновенной могут давать 8—10 ц/га сухой массы.
Применялось для окрашивания тканей в жёлтый цвет.
В пищу используют листья, реже — молодые побеги. Ранней весной из манжетки можно варить супы, щи и готовить салаты. Кроме того, листья манжетки можно засолить вместе с другими овощами или травами и использовать для приготовления первых блюд.
Может культивироваться в как декоративное растение в саду, иногда высаживается на альпийских горках и клумбах.

### В медицине
Все части растения рекомендуется заготавливать во время цветения. Сушить собранное сырьё следует на открытом воздухе в тени, можно и на чердаках и в помещениях с хорошей вентиляцией. Быстро высушить помогут специальная сушилка или русская печь (сушить при температуре не более 60 °C). Хранить высушенные веточки манжетки более года не рекомендуется.
Лекарственные средства из манжетки обладают противовоспалительным, вяжущим, отхаркивающим, ранозаживляющим, мочегонным и лактогенным действием. Регулярный приём внутрь настоя листьев приводит к снижению уровня холестерина в крови. В гинекологии манжетка используется как кровоостанавливающее, нормализует менструальный цикл, помогает в лечении женской половой сферы
Наружное применение препаратов манжетки: при фурункулёзе, язвах, длительно незаживающих гнойных ранах, угрях, вывихах, растяжении связок, опухолях, золотухе; приём внутрь: при атеросклерозе, простуде, сильном насморке, носовых кровотечениях, остром и хроническом бронхите, гастритах, язвенной болезни желудка и двенадцатиперстной кишки, колитах, сопровождающихся поносом, энтеритах, при сахарном диабете, заболеваниях почек и мочевого пузыря, эпилепсии, ожирении и т. д.
По результатам эксперимента учёных из Центрального сибирского ботанического сада СО РАН и научного центра «Вектор» препараты, полученные как из корней, так и из надземных органов манжетки обыкновенной, оказали противовирусный эффект в отношении вируса простого герпеса типов ВПГ-1 и ВПГ-2.
Ингибирование обоих типов ВПГ происходило, когда данный экстракт из корней манжетки обыкновенной вносили одновременно с заражением клеток in vitro или через один час после него: на стадиях адсорбции, проникновения и «раздевания» — высвобождения инфекционной нуклеиновой кислоты из вирусной оболочки. При добавлении этого препарата в период от 3 до 24 часов после инфицирования клеток подавления не было — то есть образец работает только на ранних стадиях.

## Классификация

### Таксономическое положение
- Alchemilla vulgaris L., 1753, Sp. Pl.: 123

Вид Манжетка обыкновенная включается в род Манжетка (Alchemilla) семейства Розовые (Rosaceae) порядка Розоцветные (Rosales), последовательно входящего в более крупные клады Фабиды → Розиды → Суперрозиды → Эвдикоты → Цветковые растения. Таксономическая схема в соответствии с Системой APG IV по состоянию на июнь 2024 года:
|  |                          |  |                                   |                                   |                   |  | еще 8 семейств | еще 8 семейств |                           |  |  |  | еще 799 подтвержденных видов и 166 видов, ожидающих подтверждения |
|  |                          |  |                                   |                                   |                   |  | еще 8 семейств | еще 8 семейств |                           |  |  |  | еще 799 подтвержденных видов и 166 видов, ожидающих подтверждения |
|  |                          |  |                                   | порядок Розоцветные               |                   |  |                |                | род Манжетка              |  |  |  |                                                                   |
|  |                          |  |                                   | порядок Розоцветные               |                   |  |                |                | род Манжетка              |  |  |  |                                                                   |
|  | клада Цветковые растения |  |                                   |                                   | семейство Розовые |  |                |                | вид Манжетка обыкновенная |  |  |  |                                                                   |
|  | клада Цветковые растения |  |                                   |                                   | семейство Розовые |  |                |                |                           |  |  |  |                                                                   |
|  |                          |  | ещё 63 порядка цветковых растений | ещё 63 порядка цветковых растений |                   |  |                | еще 116 родов  | еще 116 родов             |  |  |  |                                                                   |
|  |                          |  |                                   | ещё 63 порядка цветковых растений |                   |  |                |                | еще 116 родов             |  |  |  |                                                                   |

### Синонимы
- Alchemilla acutangula Buser
- Alchemilla acutangula f. autumnalis Snarskis
- Alchemilla acutangula var. adpressepilosa H.Lindb.
- Alchemilla acutangula var. micantoides Snarskis
- Alchemilla acutangula var. typica Snarskis
- Alchemilla acutiloba Opiz
- Alchemilla acutiloba Buser
- Alchemilla acutiloba f. adpressepilosa (H.Lindb.) Hyl.
- Alchemilla acutiloba f. altissima Buser
- Alchemilla acutiloba f. glabriuscula H.Wulff
- Alchemilla acutiloba f. gracilior Bornm.
- Alchemilla acutiloba f. intonsa S.E.Fröhner
- Alchemilla acutiloba f. typica Buser
- Alchemilla acutiloba subsp. pontica H.Wulff
- Alchemilla acutiloba var. pontica Buser
- Alchemilla acutiloba var. stellata Poelt
- Alchemilla latifolia Salisb.
- Alchemilla palmata subsp. acutangula (Buser) Palitz
- Alchemilla pontica (Buser) K.Malý
- Alchemilla pratensis f. aestivalis Snarskis
- Alchemilla pratensis f. autumnalis Snarskis
- Alchemilla pratensis var. acutangula (Buser) Schinz & R.Keller
- Alchemilla pratensis var. vulgaris Schinz & R.Keller
- Alchemilla sylvestris var. acutangula (Buser) Hayek
- Alchemilla vulgaris subsp. acutangula (Buser) Murb.
- Alchemilla vulgaris subsp. acutiloba (Opiz) Dostál
- Alchemilla vulgaris subsp. assurgens Braun-Blanq.
- Alchemilla vulgaris unr. genuina Godr.
- Alchemilla vulgaris var. acutangula (Buser) Asch. & Graebn.
- Alchemilla vulgaris var. acutiloba (Opiz) Stoj., Stef. & Kitan.
- Alchemilla vulgaris var. ambigens Murr
- Alchemilla vulgaris var. genuina Boiss.
- Alchemilla vulgaris var. leiocalycina Wettst.
- Alchemilla vulgaris var. typica Beck
- Potentilla acutiloba (Opiz) Christenh. & Väre